# Harvey J. Alter
Harvey James Alter (New York, 12 september 1935) is een Amerikaans medisch onderzoeker, viroloog en scheikundige. Hij is bekend van zijn werk dat leidde tot de ontdekking van het hepatitis C-virus. Hiervoor kreeg hij in 2020 samen met Michael Houghton en Charles M. Rice de Nobelprijs voor Fysiologie of Geneeskunde. Alter is verbonden aan het National Institutes of Health Clinical Center van het National Institutes of Health in Bethesda (Maryland).

## Biografie
Alter werd geboren uit joodse ouders en groeide op in de stad New York. Hij bezocht de Universiteit van Rochester, waar hij zowel zijn bachelordiploma (1956) als zijn medische graad (1960) behaalde. Hij bleef werkzaam in Rochester in het Strong Memorial Hospital voordat hij naar Bethesda ging om te werken in het Clinical Center van het National Institutes of Health (NIH). Na een verblijf van een jaar (1964-65) aan de Universiteit van Washington in Seattle werkte Alter als fellow hermatologie (1965-66) in het Georgetown University Hospital in Washington DC.
In 1969 keerde Alter terug naar het NIH waarbij als senior onderzoek toetrad tot de afdeling transfusiegeneeskunde, een functie die hij de rest van carrière zou bekleden. In 1972 werd hij daarnaast afdelingshoofd infectieziekte en in 1987 adjunct-directeur Research bij het NIH Clinical Center.

## Medisch onderzoek
Als jonge onderzoeker aan het NIH ontdekte Alter in 1964, samen met de Amerikaanse onderzoekarts Baruch Blumberg, het zogenaamde Australische antigeen. Dit werk was een belangrijke factor in het isoleren van het hepatitis B-virus. Later leidde Alter een Clinical Center-project om bloedmonsters op te slaan die gebruikt kunnen worden om de oorzaak te achterhalen en risico te verkleinen van transfusiegerelateerde hepatitis (TAH). Dankzij zijn werk startte de Verenigde Staten een bloed- en donorscreeningsprogramma die er voor zorgde dat de besmettingskans van hepatitis verlaagde van 30% in 1970 tot bijna nul.
In de jaren zeventig vonden Alter en zijn onderzoeksteam tijdens onderzoek bij patiënten die TAH ontwikkelden dat dit niet het gevolg was van hepatitis A of hepatitis B-virussen. In samenwerking met Robert Purcell, en werk gelijktijdig uitgevoerd door Edward Tabor in een ander laboratorium, bewezen studies met chimpansees dat een nieuwe vorm van hepatitis, aanvankelijk "non-A non-B hepatitis" (NANBH) genoemd, deze infecties veroorzaakten. Dit leidde uiteindelijk tot de ontdekking van het hepatitis C-virus (HCV). Dankzij de komst van bloedtesten is in de afgelopen decennia voor hepatitis-C een belangrijke verspreidingsroute van het virus gedwarsboomd.

## Erkenning
Naast de Nobelprijs in 2020 ontving Alter de Lasker-DeBakey Clinical Medical Research Award (2000; gedeeld met Houghton) en de Canada Gairdner International Award (2013; gedeeld met de Amerikaanse viroloog Daniel W. Bradley). Alter werd in 2002 benoemd tot lid van zowel de Amerikaanse National Academy of Sciences als de National Academy of Medicine.